# Daniel Dubroca
Daniel Dubroca (Aiguillon, 25 de marzo de 1954) es un exjugador, exentrenador y dirigente francés de rugby que se desempeñaba como hooker.

## Selección nacional
Fue convocado a Les Bleus por primera vez en julio de 1979 para enfrentar a los All Blacks, fue capitán desde 1985 y disputó su último partido en marzo de 1988 ante los Dragones rojos. En total jugó 33 partidos y marcó dos tries para un total de ocho puntos (un try valía 4 puntos por aquel entonces).

### Participaciones en Copas del Mundo
Solo disputó una Copa del Mundo; Nueva Zelanda 1987 donde Dubroca fue el capitán de los franceses y marcó un try ante los Welwitschias. Les Bleus integrados por jugadores como Philippe Sella y Serge Blanco; mostrarían un gran nivel a lo largo del torneo, ganaron su grupo concediendo solo un empate ante el XV del Cardo, vencieron a los Flying Fijians en cuartos de final, derrotaron a los Wallabies en semifinales y perdieron la final ante los anfitriones; los All Blacks.
| Mundial                       | Sede          | Resultado  | PJ | Tries |
| ----------------------------- | ------------- | ---------- | -- | ----- |
| Copa Mundial de Rugby de 1987 | Nueva Zelanda | Subcampeón | 5  | 1     |

## Entrenador
En julio de 1990 con la renuncia del temperamental Jacques Fouroux, Dubroca como último capitán del seleccionado retirado, asumió el cargo de entrenador. Su campaña empezó con el Cinco Naciones de 1991 donde Francia perdió el campeonato ante el XV de la Rosa en la última fecha. Tras esto llegó la Copa del Mundo de Inglaterra 1991 donde el equipo fue derrotado nuevamente por los ingleses, en cuartos de final y finalizó así la etapa de Dubroca.
| Mundial                       | Sede       | Resultado        | PJ  | Gan. |
| ----------------------------- | ---------- | ---------------- | --- | ---- |
| Copa Mundial de Rugby de 1991 | Inglaterra | Cuartos de final | 4/6 | 3    |

## Palmarés
- Campeón del Torneo de las Seis Naciones de 1987.
- Campeón del Top 14 de 1975–76, 1981–82 y 1987–88.
- Campeón del Challenge Yves du Manoir de 1983.